# گربه‌ماهی‌های گاوسر
گربه‌ماهی‌های گاوسر (نام علمی: Ameiurus) نام یک سرده از تیره پیشی‌ماهیان است.